# Caitlin Cronenberg
Pour les articles homonymes, voir Cronenberg.
Caitlin Cronenberg, née le 27 octobre 1984 à Toronto en Ontario au Canada, est une photographe et réalisatrice canadienne, connue pour ses portraits et éditoriaux de célébrités,.
Elle est la fille du réalisateur David Cronenberg et la sœur de Brandon Cronenberg.

## Jeunesse
Caitlin Cronenberg est née à Toronto, fille des cinéastes David Cronenberg et Carolyn Zeifman, et sœur du réalisateur Brandon Cronenberg. Elle a aussi une demi-soeur, Cassandra Cronenberg (née en 1972), issue du premier mariage de son père (avec Margaret Hindson, 1970-1977).
Elle obtient un diplôme en design de mode à la Toronto Metropolitan University avant de commencer sa carrière de photographe.

## Carrière

### Photographie
Son travail de photographe paraît dans des magazines et des journaux du monde entier, y compris les couvertures des magazines américains W,, L'Uomo Vogue et Variety.
En 2009-2010, Cronenberg auto-publie un livre de portraits nus intitulé Poser.
En plus de la photographie fixe, Caitlin Cronenberg réalise plusieurs vidéoclips, dont I Got You de Hollerado et On Camera de Hill.
Elle est surtout connue pour avoir tourné la couverture et le livret de l'album Views du rappeur canadien Drake, qui est devenu une sensation virale en ligne en 2016,.
En 2017, Caitlin Cronenberg est embauchée par Apple Inc pour réaliser des portraits de Canadiens à travers le pays pour la toute première campagne « Shot on iPhone » créée spécifiquement pour le Canada. La même année, elle photographie le premier ministre du Canada Justin Trudeau pour la couverture du magazine Delta Sky,. Lors de la cérémonie 2017 des Canadian Arts and Fashion Awards, Caitlin Cronenberg reçoit le prix « Image Maker of the Year ». Son deuxième livre, The Endings, sort en 2018
En 2021, elle est juge invitée et officie comme photographe dans le mini-défi de la deuxième saison de Canada's Drag Race dans l'épisode « Lost and Fierce ».

### Cinéma
En 2021, Caitlin Cronenberg tourne The Death of David Cronenberg, un court métrage de 56 secondes mettant en vedette son père dans le rôle du personnage principal lui-même : le court métrage est proposé aux enchères en tant que NFT par le service d'enchères SuperRare puis est ensuite publié le 19 septembre 2021.
En décembre 2021, The Hollywood Reporter annonce que Caitlin Cronenberg fait ses débuts en tant que réalisatrice de long-métrage avec Humane, un thriller dystopique scénarisé par Michael Sparaga,. Le film est une coproduction canado-belge entre Victory Man Productions, la société de Michael Sparaga, et Frakas Productions, qui a également coproduit Titane, un autre thriller du genre, qui a  remporté la Palme d'or au Festival de Cannes 2021,.

## Filmographie
Sauf indication contraire, les informations mentionnées dans cette section peuvent être confirmées par la base de données cinématographiques IMDb,  présente dans la section « Liens externes ».
- 2021 : The Death of David Cronenberg (court métrage)
- 2024 : Humanité (Humane)